# Crystal Lowe

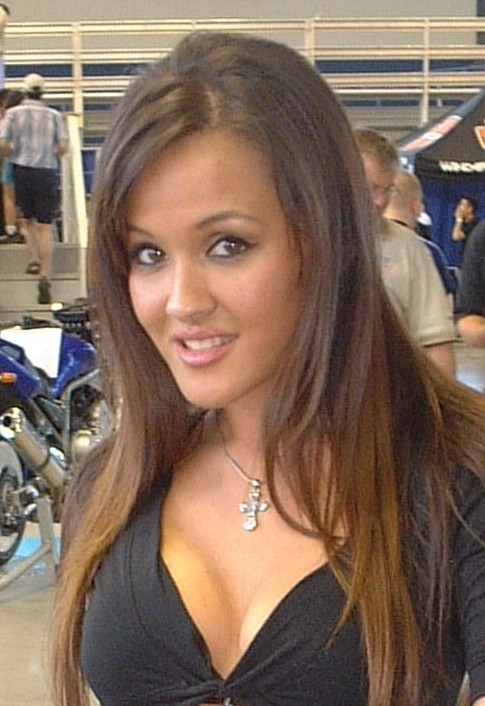
Crystal Lowe (2005)

Yan-Kay Crystal Lowe (* 20. Januar 1981 als Yan-Kay Lo in Vancouver, British Columbia) ist eine kanadische Schauspielerin.

## Leben
Crystals Vater ist Chinese, ihre Mutter Schottin. In ihrer Jugend zog sie mit ihren Eltern nach Hongkong, wo sie für einige Jahre lebte. Lowe begann ihre Karriere als Model und wurde zur „Miss Teen Oriental“ gewählt. Mit 15 Jahren begann sie zu schauspielern und bekam eine Gastrolle in einer Episode der Serie Stargate – Kommando SG-1. 2001 schaffte sie ihren Durchbruch mit dem Film Children of the Corn: Revelation. Nach zahlreichen Gastauftritten und Hauptrollen in anderen Filmen sah man Lowe 2006 in Final Destination 3 an der Seite von Mary Elizabeth Winstead und Chelan Simmons. In Scary Movie 4 und Snakes on a Plane hatte sie Cameo-Auftritte.
Regisseur Glen Morgan engagierte die für das Remake Black Christmas. Danach sah man sie in Wrong Turn 2: Dead End. Von 2012 bis 2013 verkörperte sie die Rolle Toby Nance in Primeval: New World. Es folgten vor allem Auftritte in Fernsehproduktionen, darunter in der Reihe Signed, Sealed, Delivered. Ihr Schaffen umfasst mehr als 85 Produktionen.

## Filmografie (Auswahl)
- 1997: Stargate – Kommando SG-1 (Stargate SG-1, Fernsehserie, eine Folge)
- 1997: Breaker High (Fernsehserie, eine Folge)
- 1998: Die Fälle der Shirley Holmes (The Adventures of Shirley Holmes, Fernsehserie, eine Folge)
- 1998–2000: Cold Squad (Fernsehserie, drei Folgen)
- 1998–2001: Da Vinci’s Inquest (Fernsehserie, vier Folgen)
- 2000: Get Carter – Die Wahrheit tut weh (Get Carter)
- 2000: Sanctimony – Auf mörderischem Kurs (Sanctimony)
- 2001: Children of the Corn: Revelation
- 2002: I Spy
- 2002: Insomnia – Schlaflos (Insomnia)
- 2002: American High – Hier steigt die Party! (The Sausage Factory, Fernsehserie, drei Folgen)
- 2002: Das andere Leben meiner Tochter (The Secret Life of Zoey, Fernsehfilm)
- 2002: Twilight Zone (The Twilight Zone, Fernsehserie, eine Folge)
- 2004: Road Party (Going the Distance)
- 2004: The Life (Fernsehfilm)
- 2004: Life as We Know It (Fernsehserie, eine Folge)
- 2005: The Collector (Fernsehserie, eine Folge)
- 2005: The L Word – Wenn Frauen Frauen lieben (The L Word, Fernsehserie, eine Folge)
- 2005: Thralls
- 2006: Killer Instinct (Fernsehserie, eine Folge)
- 2006: Black Christmas
- 2006: The Evidence (Fernsehserie, eine Folge)
- 2006: Snakes on a Plane
- 2006: Totally Awesome (Fernsehfilm)
- 2006: Masters of Horror (Fernsehserie, Folge Pick Me Up)
- 2006: Scary Movie 4
- 2006: Final Destination 3
- 2007: Falcon Beach (Fernsehserie, eine Folge)
- 2007: Fantastic Four: Rise of the Silver Surfer
- 2007: Psych (Fernsehserie, zwei Folgen)
- 2007: Der Glücksbringer (Good Luck Chuck)
- 2007: Wrong Turn 2: Dead End
- 2007: Bionic Woman (Fernsehserie, eine Folge)
- 2007: Coffee Diva (Kurzfilm)
- 2008: Yeti – Das Schneemonster (Yeti: Curse of the Snow Demon, Fernsehfilm)
- 2008: Stargate Atlantis (Fernsehserie, eine Folge)
- 2008: That One Night
- 2008: Poison Ivy: The Secret Society (Fernsehfilm)
- 2008: Center Stage 2 (Center Stage: Turn It Up)
- 2008: Dim Sum Funeral
- 2008: The Boy Next Door (Fernsehfilm)
- 2009: Playing for Keeps (Fernsehfilm)
- 2009: Driven to Kill – Zur Rache verdammt (Driven to Kill)
- 2009: Trust (Fernsehfilm)
- 2009: Supernatural (Fernsehserie, eine Folge)
- 2010: Hot Tub – Der Whirlpool … ist ’ne verdammte Zeitmaschine! (Hot Tub Time Machine)
- 2010: Smallville (Fernsehserie, vier Folgen)
- 2011: Shattered (Fernsehserie, eine Folge)
- 2011: Taken from Me: Hölle für eine Mutter (Taken from Me: The Tiffany Rubin Story, Fernsehfilm)
- 2011: To the Mat (Fernsehfilm)
- 2011: Killer Mountain (Fernsehfilm)
- 2011: Suffer (Kurzfilm)
- 2012: R. L. Stine’s The Haunting Hour (Fernsehserie, eine Folge)
- 2012: A Little Bit Zombie
- 2012: Charlie
- 2012–2013: Primeval: New World (Fernsehserie, 13 Folgenc)
- 2013: Signed, Sealed, Delivered (Fernsehfilm)
- 2014: Almost Human (Fernsehserie, eine Folge)
- 2014: Signed, Sealed, Delivered (Fernsehserie, 10 Folgen)
- 2014: Signed, Sealed, Delivered for Christmas (Fernsehfilm)
- 2015: Mord à la carte – Ein angenehmer Ort zum Sterben (Gourmet Detective: A Healthy Place to Die, Fernsehfilm)
- 2015: Signed, Sealed, Delivered – From Paris with Love (Fernsehfilm)
- 2015: Signed, Sealed, Delivered – Truth Be Told (Fernsehfilm)
- 2015: Signed, Sealed, Delivered – The Impossible Dream (Fernsehfilm)
- 2016: Signed, Sealed, Delivered – From the Heart (Fernsehfilm)
- 2016: Signed, Sealed, Delivered – One in a Million (Fernsehfilm)
- 2016: Rampage: President Down
- 2016: Signed, Sealed, Delivered – Lost Without You (Fernsehfilm)
- 2016: Hearts of Christmas (Fernsehfilm)
- 2017: Signed, Sealed, Delivered – Higher Ground (Fernsehfilm)
- 2017: Signed, Sealed, Delivered – Home Again (Fernsehfilm)
- 2017: Marry Me at Christmas (Fernsehfilm)
- 2017: Wunder (Wonder)
- 2017: Christmas at Holly Lodge (Fernsehfilm)
- 2018: Signed, Sealed, Delivered – The Road Less Travelled (Fernsehfilm)
- 2018: Signed, Sealed, Delivered – To the Altar (Fernsehfilm)
- 2019: Benchwarmers 2 – Breaking Balls
- 2019: Flip That Romance (Fernsehfilm)
- 2019: Liebe im Weihnachtspark (Christmas at Dollywood, Fernsehfilm)
- 2020: The Wrong Wedding Planner
- 2021: Signed, Sealed, Delivered – The Vows We Have Made (Fernsehfilm)
- 2021: Magic in Mount Holly
- 2022: Old Flames Never Die (Fernsehfilm)
- 2023: Break In
- 2024: Wild Cards (Fernsehserie, eine Folge)
- 2024: Shifting Gears (Fernsehfilm, Regie)
- 2024: Signed, Sealed, Delivered – A Tale of Three Letters (Fernsehfilm)
- 2024: This Time Each Year (Fernsehfilm, Regie)
- 2025: The Wish Swap (Fernsehfilm)
- 2025: Signed, Sealed, Delivered – To the Moon and Back (Fernsehfilm)
- 2025: Pie to Die For – A Hannah Swensen Mystery (Fernsehfilm, Regie)